# Ornithorhynchus maximus
Ornithorhynchus maximus fou una espècie de monotrema extint de la família dels ornitorrínquids, que visqué a Austràlia des de finals del Pliocè fins a finals del Plistocè. Era més gran que l'ornitorrinc d'avui en dia i les seves restes fòssils foren trobades a l'estat de Nova Gal·les del Sud. El 1999, Brian Hall suggerí que es tractava d'un exemplar d'equidna, possiblement de l'espècie Zaglossus robustus, actualment reanomenada Megalibgwilia robusta.